# Ulica Aleksandra Lubomirskiego w Krakowie
Ulica Aleksandra Lubomirskiego w Krakowie – ulica w Krakowie położona w Dzielnicy I Stare Miasto. Biegnie z zachodu na wschód i jest jedną z ulic tworzących II obwodnicę Krakowa. Razem z ul. Wita Stwosza i ul. 6 Sierpnia tworzą ciąg komunikacyjny nazywany popularnie Trasą Galicyjską.

## Historia
Dzisiejsze położenie ulicy odpowiada linii przebiegu tzw. okopów, fortyfikacji ziemnych, istniejących w pierwszej połowie XIX wieku. Jako ulica wytyczona została w 1891 roku, podczas gdy Fundacja Schroniska im. Aleksandra Lubomirskiego odstąpiła część posiadanego przez siebie gruntu na rzecz utworzenia ulicy. W związku z tym, w 1892 roku, Rada Miasta Krakowa nazwała ulicę imieniem Aleksandra Lubomirskiego, starosty perejasławskiego i sądeckiego. W 1952 została przemianowana na ulicę Andrzeja Frycza Modrzewskiego, zaś w 1990 roku przywrócono ulicy nazwę poprzednią. W latach sześćdziesiątych ulica została przedłużona o odcinek pomiędzy ulicą Ariańską, a rondem Mogilskim.

## Przebieg
Ulica Aleksandra Lubomirskiego przebiega przez teren krakowskiej Dzielnicy I Stare Miasto na całej swojej długości.
Ulica rozpoczyna swój bieg od skrzyżowania z ulicą Rakowicką i Wita Stwosza, zaś kończy się przy rondzie Mogilskim. Ulica mierzy około 450 metrów długości.

## Galeria

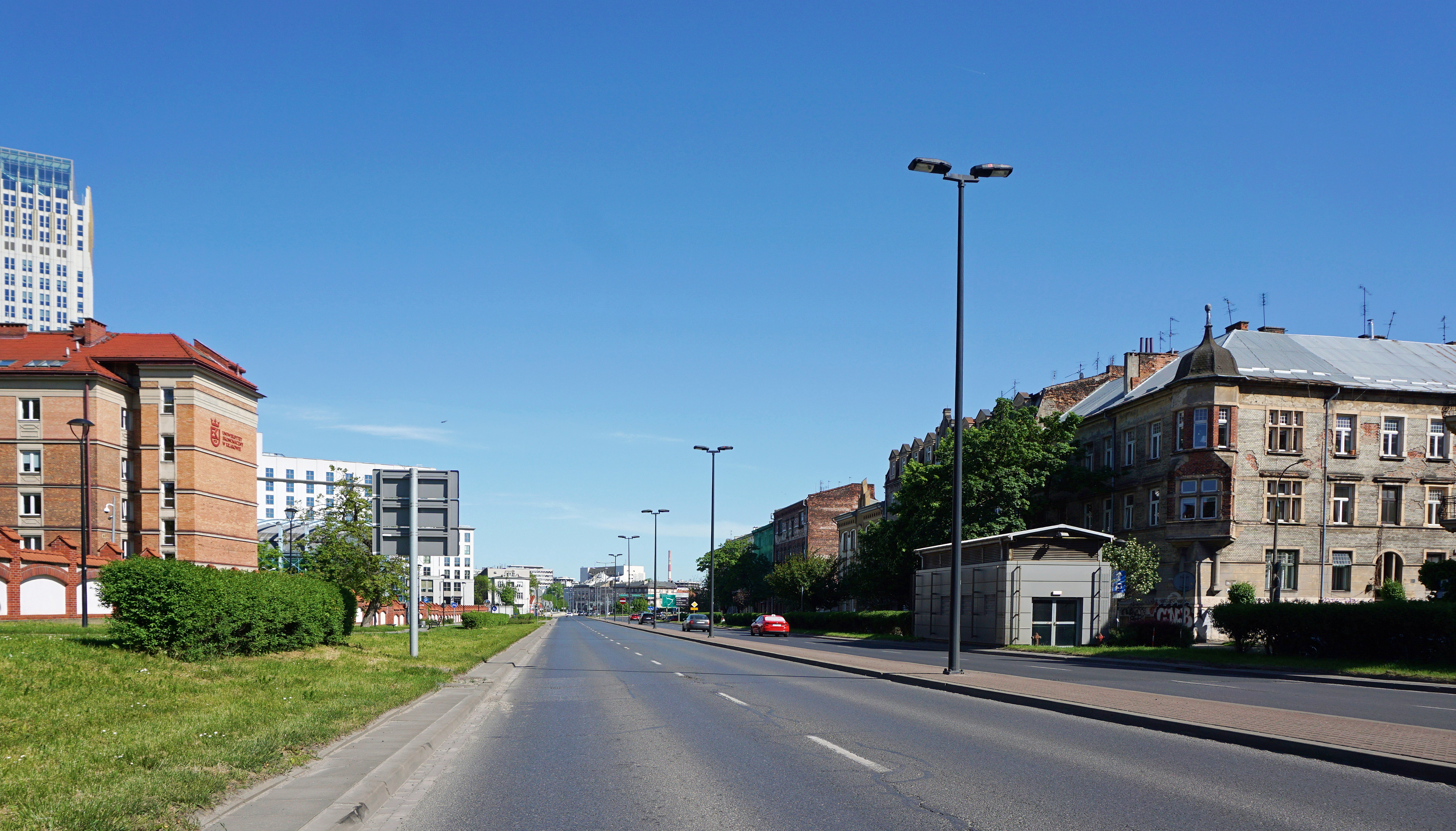
Widok na wschód, w kierunku Ronda Mogilskiego
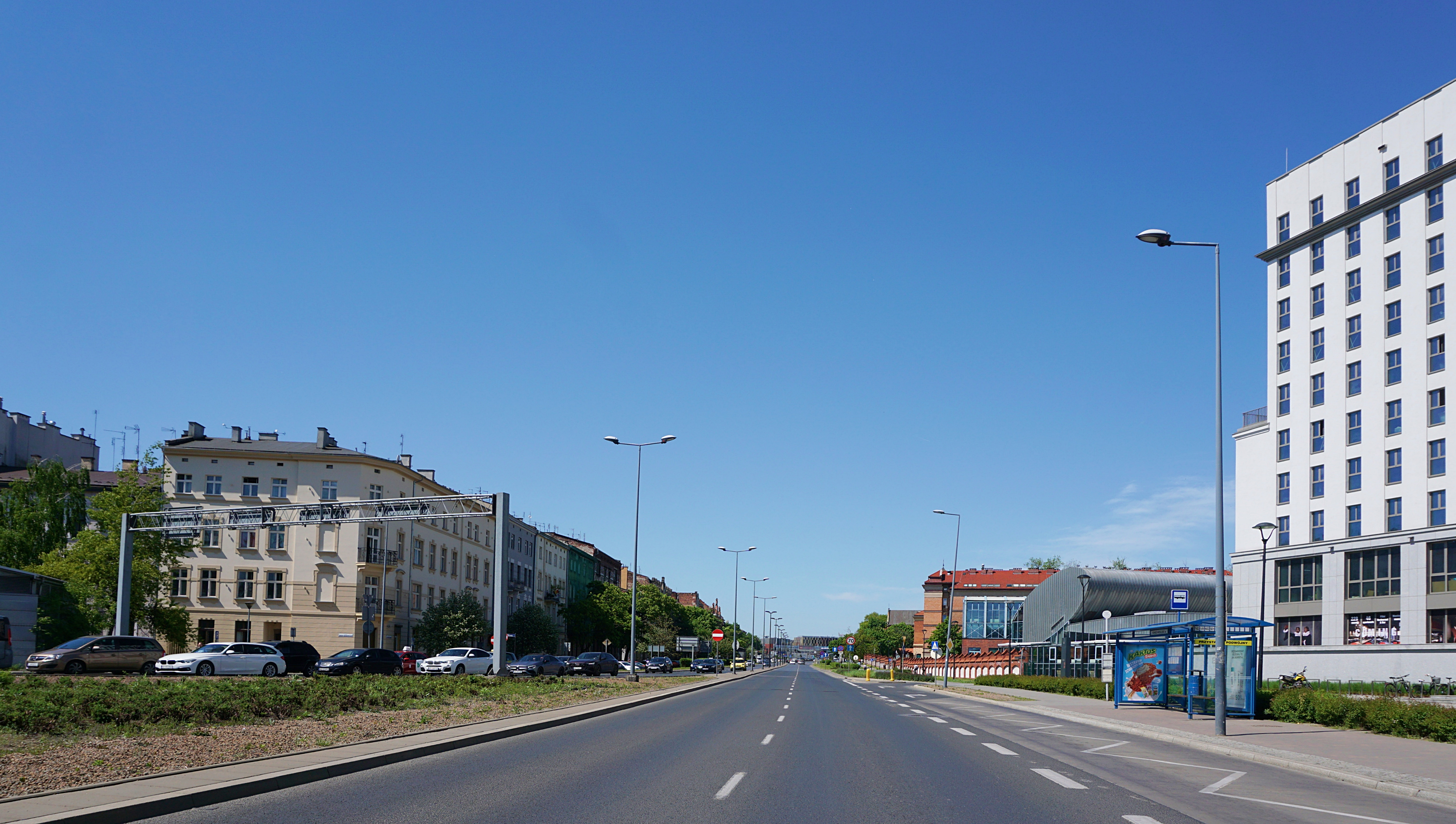
Widok na zachód od Ronda Mogilskiego
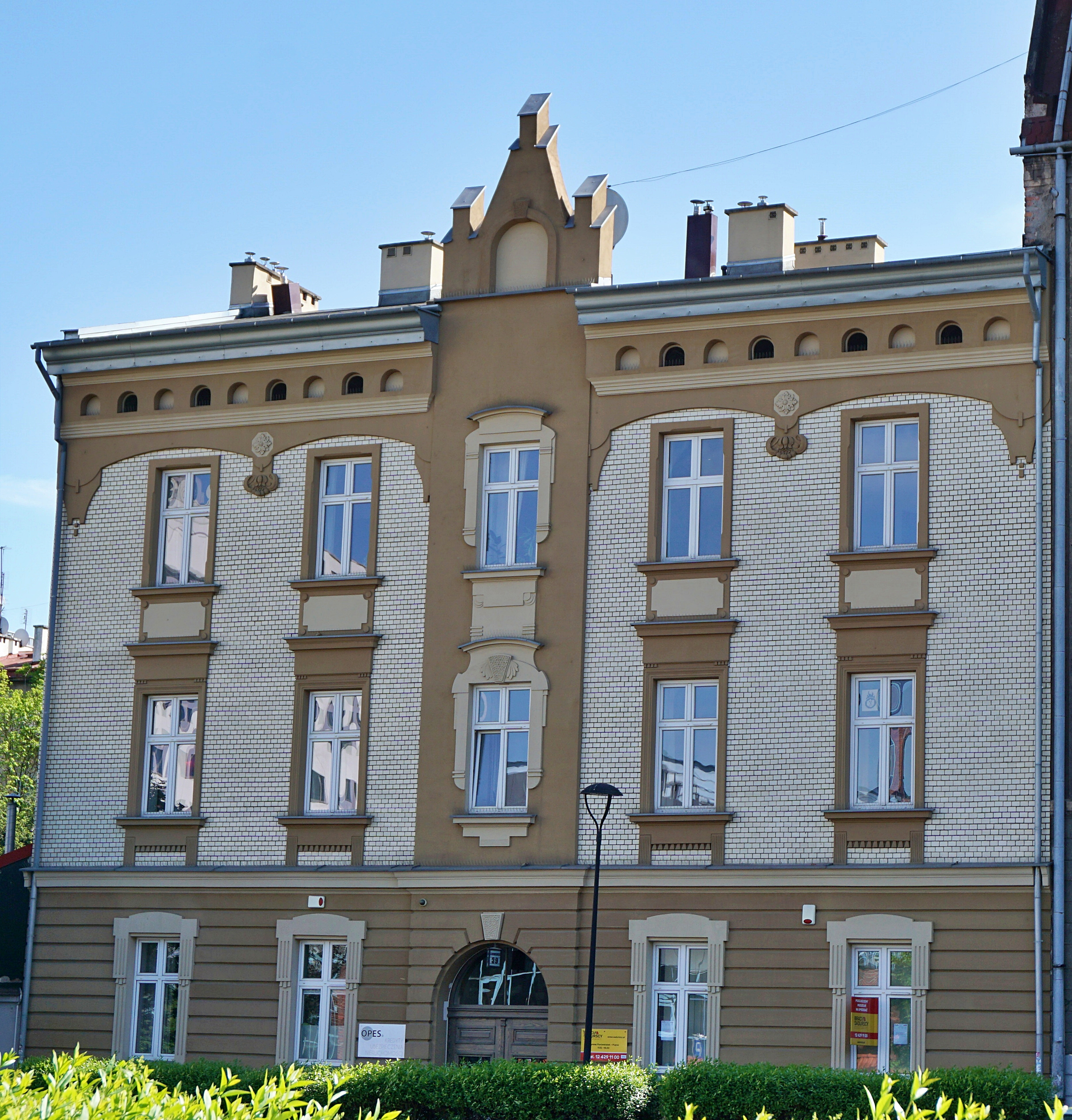
Kamienica ul. A. Lubomirskiego 39